# Tennistoernooi van Rome 1995
Het tennistoernooi van Rome van 1995 werd van 8 tot en met 22 mei 1995 gespeeld op de gravelbanen van het Foro Italico in de Italiaanse hoofdstad Rome. De officiële naam van het toernooi was Italian Open.
Het toernooi bestond uit twee delen:
- ATP-toernooi van Rome 1995, het toernooi voor de mannen, van 15 tot en met 22 mei
- WTA-toernooi van Rome 1995, het toernooi voor de vrouwen, van 8 tot en met 14 mei

ATP-toernooi van Rome – WTA-toernooi van Rome

1990 · 1991 · 1992 · 1993 · 1994 · 1995 · 1996 · 1997 · 1998 · 1999 · 2000 · 2001 · 2002 · 2003 · 2004 · 2005 · 2006 · 2007 · 2008 · 2009 · 2010 · 2011 · 2012 · 2013 · 2014 · 2015 · 2016 · 2017 · 2018 · 2019 · 2020 · 2021 · 2022 · 2023 · 2024